# François Alexandre Frédéric de La Rochefoucauld-Liancourt

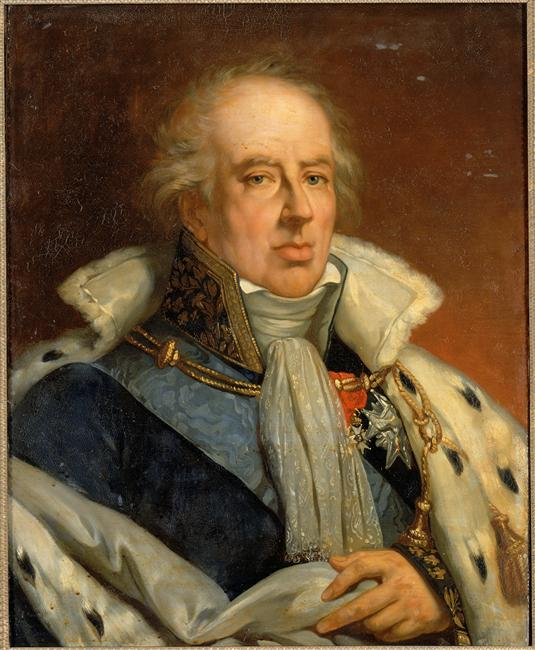
François Alexandre Frédéric de La Rochefoucauld-Liancourt.

François Alexandre Frédéric de La Rochefoucauld, duque de Liancourt, luego duque de La Rochefoucauld (1792) (La Roche-Guyon (Val-d'Oise), 11 de enero de 1747 - París, 27 de marzo de 1827) fue un noble y militar francés. Fue par de Francia
Era hijo de François Armand de La Rochefoucauld, duque de Estissac, gran maestro de los trajes reales.
El duque de Liancourt se convirtió en oficial de carabineros y se casó a los 17 años. Una visita a Inglaterra parece ser que le proporcionó la idea de construir una granja modelo en Liancourt, en la que crio ganado importado de Inglaterra y de Suiza. También instaló máquinas de tejer y fundó una escuela de artes y oficios para los hijos de los soldados, que en 1788 se convirtió en la Escuela de los Hijos de la Patria bajo la protección del rey.

## Revolución francesa
Elegido por los Estados Generales de 1789, trató en vano de apoyar al rey a la vez que llevaba a cabo las reformas sociales que deseaba.
El 12 de julio, dos días antes de la toma de la Bastilla, advirtió a Luis XVI sobre la situación en París, y tras llegar a Palacio de Versalles las noticias de la caída de la Bastilla, fue él quien puso al corriente al Rey quien preguntó de si se trataba de una revuelta, La Rochefoucauld contestó: "No, sire, es una revolución." El 18 de julio fue nombrado presidente de la Asamblea Nacional Constituyente. Puesto a la cabeza de una división militar en Normandía, ofreció al rey un refugio en Ruan, y al fracasar el intento, le entregó una importante suma de dinero.

## Exilio
Tras los acontecimientos del 10 de agosto de 1792, se exilió en Inglaterra, en donde fue huésped de Arthur Young. Tras el asesinato de su primo, Louis Alexandre, en Gisors, el 14 de septiembre de 1792, adoptó el título de duque de La Rochefoucauld.
Dejó Inglaterra en 1794 y emigró a los Estados Unidos. En 1795, emprendió junto a otros cinco compañeros un viaje que abarcó gran parte de los Estados del norte y del Canadá. Cruzaron el Río Niágara hacia Fort Erie y pasaron por Fort Chippawa. En Newark (Niagara-on-the-Lake), fueron recibidos por el teniente-gobernador John Graves Simcoe. Su viaje terminó en la frontera del Canadá. Al sentirse insultado, François Alexandre Frédéric regresó a los Estados Unidos y al terminar su exilio en 1799, regresó a Francia. Tras su vuelta a París, fue tratado con dignidad y distancia por Napoleón I.
Fundó el 15 de noviembre de 1818 la Caisse d'Epargne et de Prévoyance de Paris, primera caja de ahorros de Francia.

## Familia
Tres hijos:
- François de La Rochefoucauld (1765-1848)
- Alexandre de La Rochefoucauld (1767-1841)
- Frédéric Gaëtan de La Rochefoucauld-Liancourt (1779-1863)

## En el cine
| Año  | Película                   | Director                          | Actor             |
| ---- | -------------------------- | --------------------------------- | ----------------- |
| 1989 | Historia de una revolución | Roberto Enrico Richard T. Heffron | Yves-Marie Maurin |